# 卡拉梅克 (琼阿赖区)
卡拉梅克是吉尔吉斯斯坦奥什州琼阿赖区下辖的一个村。根据2009年吉尔吉斯共和国人口普查，全村人口为2409人。